# 江藤巌
江藤 巌（えとう いわお、1950年 - ）は、日本の作家。日本で唯一宇宙開発評論家を名乗っている。宇宙作家クラブ、と学会会員。
本名浜田 一穂名義で航空評論家としても活動。野木 恵一名義では軍事評論家として活動。ネット上でのハンドルは「ROCKY（ロッキー）」。

## 略歴
デビューは青木日出雄が主宰していた『航空ジャーナル』誌。10数年前より、雑誌『エアワールド』に「スペースウォッチング」という記事を毎月寄稿している。

## 著書
- 『宇宙探検』（森暁雄, 小田英智共著、学習研究社） 1977.12
- 『宇宙飛行の図解』（学習研究社、学研の図鑑） 1978.1
- 『戦車と機甲戦』（野木恵一名義、朝日ソノラマ） 1981.9
- 『報復兵器V2 世界初の弾道ミサイル開発物語』（野木恵一名義、朝日ソノラマ） 1983.9、のち光人社文庫
- 『原子力潜水艦を開発せよ  “原潜の父”リッコーヴァー大佐の苦闘と執念』（野木恵一名義、サンケイ出版） 1985.11
- 『宇宙兵器 ”第4の戦場“に挑む戦略システム』（野木恵一名義、サンケイ出版） 1987.2
- 『レオパルト戦車 世界最強の陸上兵器』（浜田一穂名義、原書房） 1987.9
- 『図解 軍需産業を見る 知られざる実像と未来の戦争』（野木恵一名義、同文書院） 1997.12
- 『イージス艦入門』（菊池雅之, 小滝國雄, 八田十四夫, 青木謙知, 野木恵一, 柿谷哲也、イカロス出版） 2005.4
- 『人類の月面着陸はあったんだ論 - と学会レポート』（山本弘, 植木不等式, 志水一夫, 皆神龍太郎共著、楽工社） 2005.12
- 『兵器進化論 歩み続ける戦の業物たち』（野木恵一名義、イカロス出版） 2006.12
- 『図録 王立科学博物館』（岡田斗司夫共著、三才ブックス） 2007.4

## 翻訳
- 『F-16戦闘機のすべて 1990年代のファイター』（ビル・ガンストン、浜田一穂訳、原書房） 1984.7  
  - 『F-16ファイティングファルコン 最先端テクノロジー機のすべて』（ビル・ガンストン、浜田一穂訳、原書房） 1996.2
- 『エース・パイロット ベトナム空の戦い』（アメリカ空軍省、浜田一穂訳、原書房） 1984.10
- 『F-15イーグル 世界最強の制空戦闘機』（ジェフリー・エセル、浜田一穂訳、原書房） 1985.12
  - 『F-15イーグル 世界最強の制空戦闘機』（ジェフリー・エセル、浜田一穂訳、原書房） 1995.11
- 『F-14トムキャット 米海軍が誇る最強の戦闘機』（アーサー・リード、浜田一穂、原書房） 1985.3
  - 『F-14トムキャット』（アーサー・リード、浜田一穂訳、原書房） 1995.5
- 『F-18ホーネット 最新鋭戦闘攻撃機』（ビル・ガンストン、浜田一穂訳、原書房） 1986.7
  - 『F-18ホーネット 戦闘攻撃機のすべて』（ビル・ガンストン、浜田一穂訳、原書房） 1996.3
- 『ミグ戦闘機 ソ連戦闘機の最新テクノロジー』（ビル・スウィートマン、浜田一穂訳、原書房） 1988.7
- 『風と翼の戦い NASAラングリー研究センター 大型風洞実験 栄光の75年』（ジェームス・シュルツ、江藤巌訳、グリーンアロー出版社） 1993.10
- 『第2次大戦ドイツの自動火器』（ロバート・ブルース、野木恵一訳、大日本絵画） 1998.4
- 『コクピット』（ドナルド・ナイボール、野木恵一訳、大日本絵画） 2000
- 『ドイツ秘密兵器』（ブライアン・フォード、渡辺修訳、野木恵一監修、並木書房） 2000.7